# Genuk
Genuk is een bestuurslaag in het regentschap Semarang van de provincie Midden-Java, Indonesië. Genuk telt 8351 inwoners (volkstelling 2010).